# Lossynivka
Lossynivka (ukrainien : Лосинівка, russe : Лосиновка) est une commune urbaine de l'oblast de Tchernihiv, en Ukraine. Elle compte 3 327 habitants en 2025.